# An Untold Tale of the Borderlands
An Untold Tale of the Borderlands (xinès simplificat: 殖邊外史; pinyin: Zhi bian wai shi ). Pel·lícula muda xinesa, de l'any 1926, amb intertítols en xinès i subtítols en anglès. També traduïda a l'anglès com Reclaim Wasteland. Produïda per Great China Lilium Pictures, amb una durada de 80 minuts dels quals s'en conserven uns 35. Guió i direcció de Wang Yuanlong (王元龍).

## Trama
La pel·lícula se centra en la vida de la gent a la Xina rural durant els primers anys del segle XX. Wang Guisheng (interpretat per Wang Yuanlong) és un orfe que va créixer a casa del seu oncle, treballant com a granjer. Des de petit, ha estat a prop de la seva cosina, Li Ah Zhen (interpretada per Li Minghui), i esperen casar-se. Però quan la seva mare mor de malaltia i excés de treball, el pare d'Ah Zhen es torna a casar, i la malvada madrastra vol casar Ah Zhen amb el nebot de la madrastra. Llavors, un representant del govern arriba al poble reclutant camperols per establir un nou assentament a les terres frontereres, persuadeix el descoratjat Guisheng perquè s'inscrigui. Guisheng deixa enrere el seu amor. Ah Zhen, que ha caigut malalta, és atacada pel seu nuvi la nit de noces. L'endemà al matí el seu cadàver apunyalat es troba a la cambra nupcial i un cos amb un vestit de núvia es troba a un pou.
Es pot veure Youtube i a Billbill.

## Repartiment
Wang Yuanlong va escriure, dirigir i protagonitzar aquest drama moral rural, oferint a el seu germà petit Wang Cilong un paper secundari i donant el paper principal femení a Li Minghui (la filla de la famosa compositora i directora  Li Jinhui 黎錦輝), que un any més tard, el 1927, es va convertir en una estrella nacional per la seva exitosa cançó "Drizzle"黎錦輝.
També hi van participar Bao Yuanming, Wang Fuqing, Wang Jinming, Wang Zhengxin, Yang Jingwo, Xie Yunqing i Zhou Wnzhu.